# Rieder (Familienname)
Rieder ist ein deutscher Familienname.

## Namensträger

### A
- Adolf Rieder (1915–?), Schweizer Ringer
- Albert Rieder (1879–1950), schweizerisch-deutscher Architekt
- Alexander Rieder (Politiker) (* 1961), österreichischer Politiker (FPÖ), Landtagsabgeordneter
- Alexander Rieder (Badminton), italienischer Badmintonspieler
- Ambros Rieder (1771–1855), österreichischer Komponist und Organist
- Andreas Rieder (Politiker) († 1601), von 1600 bis 1601 Bürgermeister von Wien
- Andreas Rieder (Politiker, 1792) (1792–1869), österreichischer Ledermeister und Politiker, MdL Kärnten
- Andreas Rieder (Mathematiker) (* 1963), Professor und Mathematiker
- Anita Rieder (* 1962), österreichische Medizinerin und Wissenschaftlerin
- Anna Rieder (* 1943), österreichische Politikerin (SPÖ)
- Anna-Maria Rieder (* 2000), deutsche Para-Ski-Sportlerin
- Arnold Rieder (* 1976), italienischer Skirennläufer aus Südtirol

### B
- Beat Rieder (* 1963), Schweizer Politiker (CVP)
- Beat Rieder (Fussballspieler) (* 1953), Schweizer Fußballspieler
- Bernhard Rieder (* 1953), deutscher Staatssekretär
- Bernie Rieder (* 1975), österreichischer Koch
- Brigitte Lunzer-Rieder (* 1954), österreichische Politikerin, Künstlerin und Autorin

### C
- Carl Rieder (auch Karl Rieder; 1898–1980), österreichischer Maler
- Celine Rieder (* 2001), deutsche Schwimmerin
- Christina Rieder (* 1993), österreichische Biathletin

### D
- Danielle Rieder (* 1961), Schweizer Eiskunstläuferin

### E
- Emanuel Rieder (* 1993), italienischer Rennrodler
- Ernst Konrad Rieder (Ernst Konrad; 1907–2001), Schweizer Buchhändler, Verleger, Schriftsteller und Übersetzer

### F
- Fabian Rieder (* 2002), Schweizer Fußballspieler
- Ferdinand Rieder (* 1947), österreichischer Autor
- Floor Rieder (* 1985), niederländische Illustratorin
- Florian Rieder (* 1996), österreichischer Fußballspieler
- Franz Seraph Rieder (1806–1873), österreichischer Geistlicher, Theologe und Kirchenrechtler

### G
- Georg Rieder II (um 1510–1564), deutscher Maler und Kartograf
- Georg Rieder III (um  1540–1575), deutscher Maler und Kartograf
- Gerald Rieder (* 1963), österreichischer Fußballspieler

### H
- Hans Rieder (1940–2013), österreichischer Politiker (ÖVP)
- Harald Rieder (* 1983), österreichischer Meteorologe und Klimatologe
- Hedwig Rieder (1920–1978), Schweizer Fechterin
- Heinz Rieder (1911–1995), österreichischer Schriftsteller und Historiker
- Helge Klaus Rieder (* 1957), deutscher Wirtschaftsinformatiker und Hochschullehrer
- Helmut Rieder (* 1950), deutscher Mathematiker und Hochschullehrer
- Hermann Rieder (Mediziner) (1858–1932), deutscher Mediziner
- Hermann Rieder (Sportwissenschaftler) (1928–2009), deutscher Speerwerfer, Trainer und Sportwissenschaftler

### I
- Ignatius Rieder (1858–1934), österreichischer Geistlicher, Erzbischof von Salzburg
- Ines Rieder (1954–2015), österreichische Journalistin, Übersetzerin und Politikwissenschaftlerin
- Ivan Rieder (* 1976), Schweizer Nordischer Kombinierer

### J
- Jacob Rieder (1778–1849), deutscher Müller und Politiker
- Jochen Rieder (* 1970), deutscher Dirigent
- Johann Rieder (1633–1715), deutscher Schiffmeister
- Johann Baptist Rieder (1815–1902), deutscher Politiker, Bürgermeister von Freiburg
- Johannes Rieder (1893–1956), deutscher Landrat im Landkreis Daun
- Josef Rieder (Politiker, 1804) (1804–1866), deutscher Apotheker und Politiker, Bürgermeister von Rosenheim
- Josef Rieder (Radsportler) (1893–1916), deutscher Radrennfahrer
- Josef Rieder (Politiker, 1902) (1902–1983), österreichischer Politiker (WdU), Tiroler Landtagsabgeordneter
- Josef Rieder (1932–2019), österreichischer Skirennläufer und Arzt
- Josef Rieder (* 1939), österreichischer Politiker (SPÖ), siehe Sepp Rieder
- Joseph Rieder (1797–1848), deutscher Verwaltungsbeamter
- Jürg Rieder (1911–nach 1956), Schweizer Hochschullehrer für Anatomie und Physiologie der landwirtschaftlichen Nutztiere

### K
- Karl Rieder (Musiker) (1898–1973), österreichischer Musiker
- Karl Rieder (Sprachwissenschaftler) (* 1951), österreichischer Sprachwissenschaftler, Psychologe und Hochschullehrer
- Karl-Heinz Rieder (Physiker) (1942–2017), österreichischer Physiker
- Karl-Heinz Rieder (Archäologe) (* 1953), deutscher Archäologe und Heimatpfleger
- Karl Joseph Rieder (1876–1931), deutscher Geistlicher und Kirchenhistoriker
- Konstantin Rieder (1868–1942), österreichischer Kaufmann und Politiker
- Kurt Rieder (1926–2014), deutscher Ministerialbeamter, Kommunalpolitiker und Heimatforscher

### L
- Leopold Rieder (1807–1881), deutscher Verwaltungsbeamter
- Ludwig Rieder (* 1991), italienischer Rennrodler

### M
- Manuel Rieder (* 1999), Schweizer Unihockeyspieler
- Marcel Rieder (1862–1942), französischer Maler
- Maria Elisabeth Rieder (* 1965), italienische Politikerin aus Südtirol
- Maurice Rieder (um 1897–1979), Schweizer Ruderer
- Max Rieder (Künstler) (1909–2000), österreichischer Maler und Bildhauer
- Max Rieder (Architekt) (* 1957), österreichischer Architekt
- Monika Rieder (* 1974), Schweizer Sportschützin

### N
- Nadine Rieder (* 1989), deutsche Mountainbikerin
- Norbert Rieder (* 1942), deutscher Zoologe und Politiker (CDU)

### O
- Otto Rieder (1850–1919), deutscher Archivar und Historiker

### P
- Peter Rieder (Agrarwissenschaftler) (* 1940), Schweizer Agrarwissenschaftler und Hochschullehrer
- Peter Rieder (Künstler) (* 1949), österreichischer Maler, Grafiker und Kurator
- Philipp Wilhelm von Rieder († 1622), deutscher Hofbeamter

### R
- Rahel Rieder (* 2000), Schweizer Unihockeyspielerin
- Richard Rieder, Schweizer Gewichtheber
- Robert Rieder (1861–1913), deutscher Chirurg
- Rodolfo Rieder (* 1954), paraguayischer Leichtathlet
- Rudolf Rieder (* 1940), österreichischer Physiker

### S
- Sepp Rieder (Josef Rieder; * 1939), österreichischer Politiker (SPÖ)

### T
- Tim Rieder (* 1993), deutscher Fußballspieler
- Tobias Rieder (* 1993), deutscher Eishockeyspieler

### U
- Ulrike Rieder (* 1949), deutsche Voltigierfunktionärin

### W
- Werner Rieder (1919–2006), österreichischer Elektrophysiker
- Wilhelm Rieder (1893–1984), deutscher Chirurg und Hochschullehrer
- Wilhelm August Rieder (1796–1880), österreichischer Maler und Lithograf